# Geometrina gigas
Geometrina gigas là một loài bướm đêm trong họ Geometridae.